# Alkmaión (athéni arkhón)
Alkmaión (görögül: Ἀλκμαίων, meghalt i. e. 753-ban) az ókori Athén utolsó örökös arkhónja volt, az utána következő arkhónok hivatali idejét már 10 évben korlátozták. Utódja Kharopsz volt. Tagja volt az Alkmaiónidák családjának.

## Fordítás
- Ez a szócikk részben vagy egészben  az   Alcmaeon of Athens című angol Wikipédia-szócikk fordításán alapul.  Az eredeti cikk szerkesztőit annak laptörténete sorolja fel. Ez a jelzés csupán a megfogalmazás eredetét és a szerzői jogokat jelzi, nem szolgál a cikkben szereplő információk forrásmegjelöléseként.